# Liste belletristischer Literatur mit schachlichem Hauptinhalt
Diese Liste führt belletristische Werke auf, in denen das Schachspiel thematisiert wird.

## Chronologische Liste nach dem Jahr der Erstausgabe
- 1779 – Gotthold Ephraim Lessing: Nathan der Weise
- 1803 – Wilhelm Heinse: Anastasia und das Schachspiel. Verlag Volckmar, Leipzig 1838 (aus diesem Briefroman stammt das Anastasia-Matt).
- 1872 – Lewis Carroll: Alice hinter den Spiegeln („Through the looking glass“). Insel-Verlag, Frankfurt am Main 2003, ISBN 3-458-31797-X.
- 1913 (ca.) – Gustav Meyrink: Spiegelbilder. (Novelle)[1]
- 1930 – Vladimir Nabokov: Lushins Verteidigung. Roman. Rowohlt, Reinbek 1999, ISBN 3-499-22550-6.
- 1938 – Samuel Beckett: Murphy. Roman. ISBN 3-499-13525-6 (Parodie auf das Schachspiel)[2]
- 1942 – Stefan Zweig: Schachnovelle. Fischer-Taschenbuch-Verlag, Frankfurt am Main 2004, ISBN 3-596-21522-6.
- 1949 – William Faulkner: Der Springer greift an. Kriminalgeschichten („Knight’s gambit“). Diogenes Verlag, Zürich 2007, ISBN 978-3-257-20152-9.
- 1951 – Kurt Vonnegut: All the King’s Horses. In: Ders.: Geh zurück zu deiner lieben Frau und deinem lieben Sohn. Erzählungen („Welcome to the Monkey house“). Goldmann, München 1989, ISBN 3-442-09443-7.
- 1963 – Icchokas Meras: Remis für Sekunden. Roman. Aufbau-Taschenbuchverlag, Berlin 2001, ISBN 3-7466-1752-9.
- 1964 – Rudolf Jakob Humm: Spiel mit Valdivia. Fretz & Wasmuth, Zürich 1964
- 1965 – John Brunner: Die Plätze der Stadt. SF-Roman („The Squares of the City“). Heyne, München 1991, ISBN 3-453-30608-2 (die Handlung des Buchs basiert auf einer realen Schachpartie).
- 1973 – Barry N. Malzberg: Eroberungstaktiken. Roman. („Tactics of Conquest“). Heyne, München 1995, ISBN 3-453-08586-8.
- 1979 – Karl Andreas Edlinger: Matt in sieben Zügen – Schachgeschichten aus zwölf Ländern. Neff, Wien 1979, ISBN 978-3-7014-0162-8.
- 1983 – Fernando Arrabal: Hohe Türme trifft der Blitz. Roman. („La torre herida por el rayo“). Dtv, München 1989, ISBN 3-423-10998-X.
- 1983 – Walter Tevis: The Queen's Gambit. Random House, New York 1983, ISBN 0-394-52801-8, (engl.).
- 1988 – Katherine Neville: Das Montglane-Spiel. Das Geheimnis der Acht. Roman („The Eight“). Diana-Taschenbuch-Verlag, München 2009, ISBN 978-3-453-35427-2.
- 1990 – Arturo Pérez-Reverte: Das Geheimnis der schwarzen Dame („Le table de Flande“). Econ-Ullstein-Verlag, Frankfurt am Main 2002, ISBN 3-548-60197-9.
- 1993 – Paolo Maurensig: Die Lüneburg-Variante. Roman. („La variante di Lüneburg“). Suhrkamp, Frankfurt am Main 2004, ISBN 978-3-518-39470-0.
- 1995 – Tim Krabbé: Master Jacobson. (Erzählung)[3]
- 1998 – Thomas Glavinic: Carl Haffners Liebe zum Unentschieden. Roman. Dtv, München 2008, ISBN 978-3-423-13425-5.
- 1998 – Friedrich Dürrenmatt: Der Schachspieler. Ein Fragment. Officina Ludi, Großhansdorf 2007, ISBN 978-3-00-022105-7.
- 1999 – Manfred Korth: Gardez! Roman um einen Schachbesessenen. Frieling, Berlin 1999, ISBN 3-8280-0914-X.
- 2001 – Andrew Soltis: Los Voraces 2019
- 2001 – Malte König: Der Nachtmahr, in: Die Rampe. Hefte für Literatur 2 (2001), S. 7–19 (Schachpartie mit einem Nachtalb).
- 2005 – Robert Löhr: Der Schachautomat. Roman um den brillantesten Betrug des 18. Jahrhunderts. Piper, München 2007, ISBN 978-3-492-26248-4.
- 2006 – Bertina Henrichs: Die Schachspielerin („La joueuse d’échecs“). Diana-Taschenbuch-Verlag, München 2007, ISBN 978-3-453-35172-1.
- 2007 – Ronan Bennett: Zugzwang. Roman („Zugzwang“). Berlin Verlag, Berlin 2007, ISBN 978-3-8270-0681-3.
- 2008 – Fabio Stassi: Die letzte Partie („La rivincita di Capablanca“). Kein & Aber, Zürich 2009, ISBN 978-3-0369-5535-3.
- 2009 – Yōko Ogawa: 猫を抱いて象と泳ぐ. Bungeishunju, Tokio 2009. Auf Deutsch erschienen als Schwimmen mit Elefanten. Aufbau, Berlin 2014. ISBN 978-3-7466-3080-9.
- 2011 – Gerhard Josten: Aljechins Gambit. Verlag Helmut Ladwig, Rodenbach 2011, ISBN 978-3-941210-34-9.
- 2011 – Guillermo Martìnez: Roderers Eröffnung. Fischer Taschenbuch, Frankfurt am Main 2011, ISBN 978-3-596-18263-3.
- 2013 – Matthew Reilly: The tournament. Orion Books, London 2013, ISBN 978-1-4091-3422-0 (engl.).
- 2014 – Arnaldur Indriðason: Einvígids. (deutsch: Duell.) Verlagsgruppe Lübbe, Bergisch Gladbach 2014, ISBN 978-3-8387-4497-1. (Im vorliegenden Krimi ist Schach nur in begrenztem Maße Hauptinhalt.)
- 2014 – Freerk Bulthaupt: Öffnungen – Die Lebenszüge des Schachmeisters Greco. LIT Verlag, Münster 2014, ISBN 978-3-89781-230-7. Über den Schachmeister Gioachino Greco (ca. 1600–1634).
- 2017 – Ariel Magnus: El que mueve las piezas (deutsch: Die Schachspieler von Buenos Aires. Kiepenheuer & Witsch, Köln 2018, ISBN 978-3-462-05005-9) (Roman über die Schacholympiade 1939)
- 2020 – David Jenkins: Spurious Games. A satirical schachnovelle. Matador, Kibworth Beauchamp 2020. ISBN 978-1-83859-353-7 (engl.).
- 2020 – Jürgen Rauter: Schehna-mock. Todeszone Zeilendurchschuss. Berchtesgaden 2020, ISBN 978-3-9822410-1-2.
- 2021 – Vincente Valero: Schachnovellen. Berenberg Verlag, Berlin 2021, ISBN 978-3-946334-89-7.
- 2021 – Walter Tevis: Das Damengambit. aus dem Amerikanischen von Gerhard Meier, Diogenes, Zürich 2021, ISBN 978-3-257-07161-0.
- 2022 – Benjamin Heisenberg: Lukusch. C. H. Beck, München 2022, ISBN 978-3-406-79096-6.

## Sekundärliteratur
- Siegfried Schönle: Das Schachspiel in den Schriften von Jean Paul (1763–1825), Meissenburg, 2000 (2. Auflage)
- Karl, Nr. 1/2010 (mit dem Themenschwerpunkt Schach & Literatur).
- Nikolaos Karatsioras: Das Harte und das Amorphe. Das Schachspiel als Konstruktions- und Imaginationsmodell literarischer Texte, Frank und Timme, Berlin 2011